# Oligonychus caucasicus
Oligonychus caucasicus är en spindeldjursart som först beskrevs av Reck 1956.  Oligonychus caucasicus ingår i släktet Oligonychus och familjen Tetranychidae. Inga underarter finns listade i Catalogue of Life.